# Ashworth Glacier
Ashworth Glacier är en glaciär i Antarktis. Den ligger i Östantarktis. Nya Zeeland gör anspråk på området. Ashworth Glacier ligger 1 870 meter över havet.
Terrängen runt Ashworth Glacier är varierad. Trakten är obefolkad. Det finns inga samhällen i närheten.